# MSO 300
MSO 300 – system operacyjny ogólnego przeznaczenia, stworzony i przeznaczony dla jednego z modeli spośród komputerów serii Mera 300: Mera 306. Ten system komputerowy oparty był na minikomputerze MOMIK 8b/1000 i znacznie bardziej rozbudowany w stosunku do innych modeli z serii systemów komputerowych Mera 300, co wymagało stworzenia odpowiedniego systemu uwzględniającego nowe, większe możliwości. Został więc wprowadzony system MSO 300 w miejsce systemu Komputer Biurowy, zapewniając tym samym pełne wykorzystanie wszystkich oferowanych przez ten model funkcji i możliwości technicznych.